# Петренко Пантелеймон Антонович
Пантелеймо́н Анто́нович Петре́нко (1908, Київська губернія — травень 1936, Грузинська РСР) — український та російський радянський поет, перекладач і художник. «Верист» із гуртка Д. В. Кіранова. Найвідоміша його робота — переклад поеми Шоти Руставелі «Витязь у тигровій шкурі». Переклад Петренка вирізняється високою художньою майстерністю та близькістю до першотвору.

## Життєпис
Пантелеймон Петренко народився у 1908 році неподалік від Києва в сім'ї сільських учителів. Мати Анна Тихонівна Куделенко, що жила в Києві, виховувала його сама. Був хворобливим і не відвідував школу. Його навчала вдома мати.
Займався живописом. Брав участь у виставках «10 років Жовтня» в Києві 1927 року та у 2-й Всеукраїнській 1929 року.
У 1932 році переїхав із матір'ю з Києва до Грузії, спочатку влаштувався в Батумі, а потім у Тбілісі. Тут, як і в Києві, він активно продовжував займатися поетичною та перекладацькою діяльністю. У Тбілісі молодий поет швидко увійшов у коло поетів, літераторів, художників, познайомився з Костянтином Гамсахурдіа, Галактіоном Табідзе, Тиціаном Табідзе, Серго Кобуладзе, Ладо Гудіашвілі, з якими в нього склалися добрі стосунки.
1934 року в Грузії було ухвалено рішення про святкування 750-річчя від дня народження великого грузинського поета Шоти Руставелі та переклад поеми «Витязь у тигровій шкурі» мовами народів СРСР. Пантелеймон Петренко, який уже мав досвід поетичного перекладу, вирішив спробувати свої сили та розпочав роботу над уривком із «Витязя в тигровій шкурі» — «Заповітом Автандила». Не володіючи грузинською мовою, він працював із підрядником поеми Руставелі. Петренко познайомився з руствелогом, поетом і перекладачем Костянтином Чичинадзе, у співпраці з яким розпочав роботу над перекладом поеми «Витязь у тигровій шкурі». Його перекладацька робота тривала два роки, а перші уривки перекладу було опубліковано в газеті «На рубежі Сходу» 23 жовтня 1934 року, потім були продовження в газетних публікаціях. Цікава презентація перекладів поеми Руставелі російською мовою відбулася 1935 року, коли в Палаці письменників актори читали переклади Г. Цагарелі, С. Канчелі, С. Шарті. Петренко виступив останнім і дуже успішно. У Спілці письменників Грузії відбулося обговорення перекладу Петренка, читали окремі глави, які зіставляли з оригіналом і перекладом Костянтина Бальмонта. Більшість відгуків були позитивними, літературна критика в газетах і журналах також була здебільшого доброзичливою. З 1587 строф поеми Петренко не встиг перекласти 141; переклад закінчив репресований пізніше поет Борис Брік, а Костянтин Чичинадзе ретельно відредагував увесь переклад.
Однак життя поета обірвалося трагічно: у середині травня 1936 року у віці 28 років він загинув, упавши зі споруджуваного мосту в бурливу Куру. Тіло знайдено не було. «Щоб довести до кінця свою колосальну працю, роботи йому залишалося лише на місяць, але безглузда смерть раптово і безслідно забрала його», — з гіркотою писав Костянтин Чичинадзе. Мати не витримала і втратила розум. Її надгробок у Тбілісі на цвинтарі Петра-Павла став пам'ятником матері та синові.

## Творчість
Пантелеймона захоплювала лірика французьких символістів, їхня поетична тематика багато в чому виявилася близькою молодому поетові. Знання французької мови в поєднанні з власним поетичним талантом дозволили юнакові успішно займатися художнім перекладом. Вірші французьких поетів-символістів Поля Верлена, Шарля Бодлера, Артюра Рембо, Жана Кокто були перекладені ним українською та російською мовами. Перекладав також вірші Бесіки, Саят-Нови. Переклав багато віршів і уривки з поем Галактіона Табідзе, Паоло Яшвілі, Аліо Мамашвілі, вірші азербайджанських і вірменських поетів.
Готував до публікації свої оригінальні твори, він уклав і оформив власними ілюстраціями рукописний том, однак оригінальні вірші російською та українською мовами в більшості залишилися тривалий час неопублікованими. Майже всі рукописи Петренка залишилися в родині Костянтина Чичинадзе. Усі наступні роки сім'я Чичинадзе-Кобуладзе була хранителькою архіву Петренка.
Поема «Витязь у тигровій шкурі» в перекладі Петренка видавалася тричі. 1938 року поема Шота Руставелі «Витязь у тигровій шкурі» вийшла в перекладі Пантейлемона Петренка російською мовою за участю та за редакцією Костянтина Чичинадзе. Портрет та ілюстрації Сергія Кобуладзе. Відповідальний редактор академік Йосип Орбелі, він же — автор передмови. 1939 року московське видавництво «Художественная литература» випустило поему Руставелі в перекладі Петренка з ілюстраціями художника Тамари Абакелія. У бібліографічних довідниках є вказівка, що 1939 року поему видали з ілюстраціями Ладо Гудіашвілі та вступною статтею Костянтина Чічінадзе. 1985 року в Тбілісі було видано поему «Витязь у тигровій шкурі» в перекладі Пантелеймона Петренка за редакцією і зі вступною статтею члена-кореспондента АН Грузії Саргіса Цаїшвілі.

## Пам'ять
У 1985 році у Ленінграді вийшла книжка грузинського поета і філолога Рауля Чілачави про Петренка російською мовою 100-тисячним тиражем. Чілачава зібрав у цьому виданні публікації Петренка, розсипані в періодиці 30-х років.
Зусиллями Валентини Марджанішвілі, викладача тбіліської грузино-української школи № 41 імені Михайла Грушевського, 2008 року було видано збірку «Обірвана струна», що представила поета Петренка в його оригінальних віршах, перекладах французьких поетів-символістів, малюнках.
20 січня 2009 року до 100-річчя від дня народження Пантелеймона Петренка відбулася конференція «Українці — перекладачі “Витязя в тигровій шкірі”», організованою за ініціативою Спілки журналістів «Дім грузинсько-української преси та книги», Інституту українознавства ТДУ ім. І. Джавахішвілі за участю Посольства України в Грузії.